# Costumbrismo andaluz

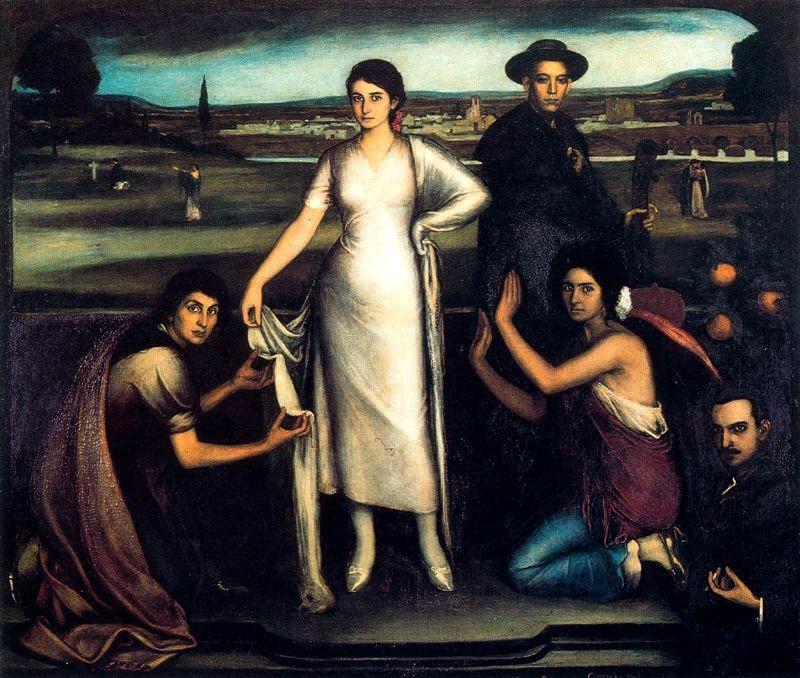
Nuestra Señora de Andalucía obra de Julio Romero de Torres, pintada en 1907, como epílogo ya del costumbrismo andaluz, fundiendo el Simbolismo con el Regionalismo.

Costumbrismo andaluz es el conjunto de manifestaciones artísticas, en especial literarias, pictóricas y en menor grado musicales, que reflejan las costumbres típicas de Andalucía, en España. Aceptado como subgénero del Romanticismo del siglo xix, toma modelos del pintoresquismo clasicista, de la llamada pintura de género holandesa del siglo xviii y de otros ismos culturales asociados a lo típico y lo regional. En el campo de la pintura está muy bien representado en el Museo de Bellas Artes de Sevilla y el Museo Carmen Thyssen Málaga. En lo literario, la obra quizá más representativa del género costumbrista andaluz fue Escenas andaluzas de Serafín Estébanez Calderón.
La difusión del costumbrismo andaluz fuera de España generó el error, aún existente, de identificar “lo español” con el casticismo andaluz. Asimismo y de manera progresiva a lo largo del siglo xx, especialmente durante el franquismo, los estereotipos del “tópico andaluz” dieron lugar a un subgénero cinematográfico anclado en el costumbrismo andaluz más folclórico.

## Literatura
El tópico literario de Andalucía como un mundo de pícaros ya se vislumbra en el Guzmán de Alfarache de Mateo Alemán. En el Siglo de Oro se consolidó, tanto en la literatura como en el imaginario colectivo español, una imagen de Andalucía en la que esta región aparecía como una tierra opulenta, moderna, llena de posibilidades y de peligros. Esta idea, que se había ido formando desde los momentos inmediatamente posteriores a la Reconquista, debido a repoblación de la región con gentes de toda España que buscaban un futuro mejor en las tierras recién incorporadas al Reino de Castilla, acabó consolidándose con el Descubrimiento de América y el consiguiente comercio indiano centrado primero en Sevilla y luego en Cádiz. Las alusiones que Cervantes hace a los lugares andaluces de mala fama por sus pillos y maleantes son frecuentes a lo largo de toda su obra novelística, caso de El Quijote y de La ilustre fregona y parte fundamental del argumento de Rinconete y Cortadillo.
Desde entonces esta visión no perderá vigencia hasta que los viajeros románticos, sobre todo franceses y anglosajones, con su gusto por lo exótico y extraordinario, lo reaviven en su libros recogiendo las costumbres más peculiares de la tierra andaluza, formando un verdadero corpus etnográfico y literario, que irá condicionando para siempre la imagen literaria romántica de Andalucía. Théophile Gautier, Washington Irving con sus Cuentos de la Alhambra y Richard Ford, con su Viaje a Sevilla y Granada, son fundamentales es este sentido. 

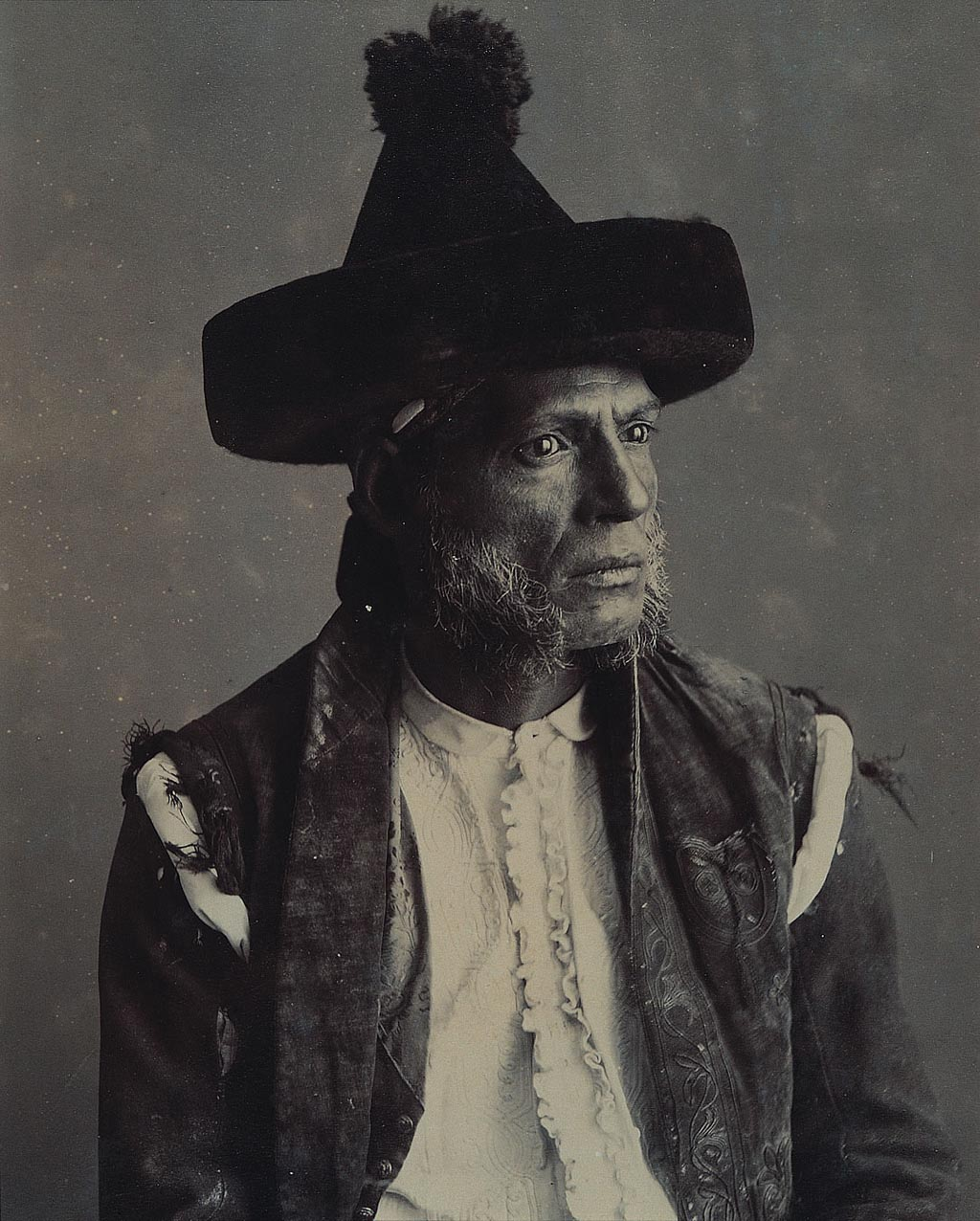
Chorrojumo, icono gitano granadino tocado con un catite.

El tema de la mujer andaluza cristalizará en la Carmen de Prosper Merimée. Tanto en la Lozana andaluza de Francisco Delicado como en La gitanilla de Cervantes pueden encontrarse procedentes de este arquetipo de mujer fatal (gitana o no), fuerte, libre y pasional. El eco de Carmen resonará en Francia largo tiempo de la mano de la ópera homónima de Georges Bizet. El tema de los gitanos andaluces será ampliamente abordado, desde la obra de Jan Potocki, Los gitanos de Andalucía, pasando por la propia Carmen de Merimée, hasta llegar al Romancero gitano Federico García Lorca. Otros arquetipos frecuentes son el contrabandista, la gitana, el torero, etc. El pueblo gitano y su forma de arte más característica, el flamenco, es parte fundamental en esta "visión pintoresca de Andalucía". Asimismo el dialecto andaluz suele estar presente en las creaciones literarias a través del uso de andalucismos; locuciones y giros propios de dicho dialecto. 
Continuando los postulados románticos que exaltaban la manifestación de la personalidad y la búsqueda de las raíces del sentimiento nacional en el arte, pueden aceptarse posibles coordenadas en torno al costumbrismo andaluz en la obra de "Demófilo" dedicada al folclore andaluz, la producción teatral de los Hermanos Álvarez Quintero e incluso la Teoría de Andalucía de José Ortega y Gasset.

## Pintores del costumbrismo andaluz

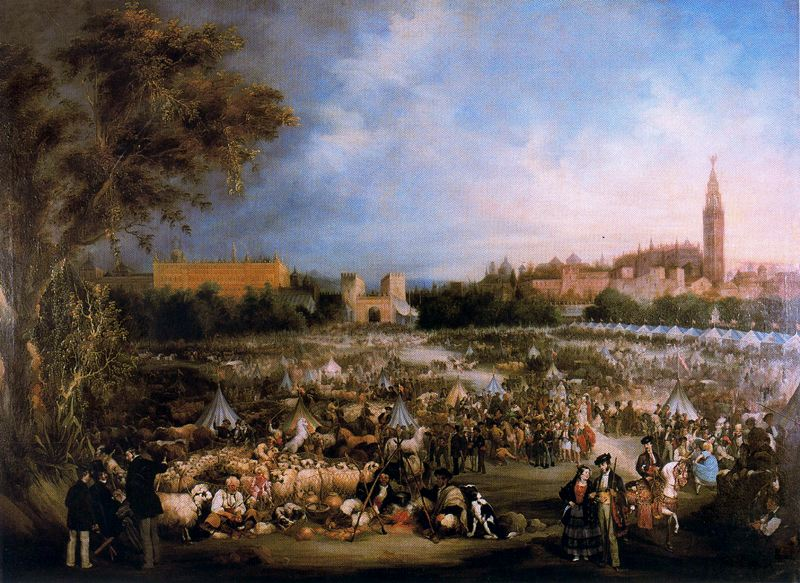
La Feria de Sevilla, pintada en 1852 por Andrés Cortés y Aguilar.

El costumbrismo pictórico andaluz, con sugerentes raíces en las escenas de género de Murillo, acoge una bien nutrida escuela, desde sus más tópicos y coloristas representantes como, por citar una muestra, Joaquín Turina y Areal, hasta representantes puros del romanticismo como José Domínguez Bécquer, su primo, Joaquín Domínguez Bécquer, o pioneros como Manuel Cabral Aguado Bejarano, Manuel Rodríguez de Guzmán y Ángel María Cortellini, entre muchos otros pintores. De sus últimos nombres importantes, ya en la corriente regionalista, merecen citarse los nombres de José María López Mezquita, José María Rodríguez-Acosta, Gustavo Bacarisas, Gonzalo Bilbao o Julio Romero de Torres.